# Polygala vollii
Polygala vollii är en jungfrulinsväxtart som beskrevs av Alexander Curt Brade. Polygala vollii ingår i släktet jungfrulinssläktet, och familjen jungfrulinsväxter. Inga underarter finns listade i Catalogue of Life.